# Barbus bynni
Barbus bynni är en fiskart som först beskrevs av Forsskål, 1775.  Barbus bynni ingår i släktet Barbus och familjen karpfiskar. IUCN kategoriserar arten globalt som livskraftig.

## Underarter
Arten delas in i följande underarter:
- B. b. bynni
- B. b. occidentalis
- B. b. waldroni